# 4417-es mellékút (Magyarország)
A 4417-es számú mellékút egy körülbelül 4,5 kilométer hosszúságú, négy számjegyű országos közút Békés vármegyében: Csabacsűd község központját köti össze a hozzá tartozó Nagyráta településrésszel.

## Nyomvonala
Csabacsűd belterületének keleti peremén ágazik ki a 44-es főútból, annak 84,400-as kilométerszelvényénél. Délnyugat felé indul, Ady Endre utca néven, és pár lépés után keresztezi a Mezőtúr–Battonya-vasútvonalat, Csabacsűd vasútállomás térségének nyugati szélénél. Innét a belterület délkeleti szélét követve húzódik, amíg el nem éri a településközpont legdélebbi házait, kicsivel az első kilométere előtt. (Közben hét utca ágazik ki belőle északnyugat felé, mind párhuzamos a 44-essel, s közülük a második, a Szabadság utca állami közútnak minősül, a 44 107-es útszámozást viselve.) Még a másfeledik kilométerének elérése előtt felüljárón, csomópont nélkül átíveli az M44-es autóutat, majd kiágazik belőle kelet felé egy bekötőút a térség egyik nagy mezőgazdasági telephelye felé.
2,2 kilométer után északnyugat felé ágazik ki belőle egy újabb bekötőút, ez Páltelek településrészét szolgálja ki. Ezen a szakaszon mindkét oldalon szórványosan tanyák bukkannak fel mellette, de 3,7 kilométer után ismét egy nagyobb létesítményt érint: a Szénási úti major mintegy négy hektáron elterülő épületegyüttesét hagyja el. Nem sokkal ezután, Nagyráta településrész északi szélénél véget is ér, beletorkollva a 4404-es útba, annak 9,100-as kilométerszelvényénél. Egyenes folytatása egy számozatlan önkormányzati út, amely bő egy kilométeres hosszan halad Nagyráta déli széléig.
Teljes hossza, az országos közutak térképes nyilvántartását szolgáló kira.gov.hu adatbázisa szerint 4,481 kilométer.

## Települések az út mentén
- Csabacsűd
- Csabacsűd-Nagyráta